# Бутон (приток Сылвицы)
Бутон — река в муниципальном округе Нижний Тагил Свердловской области, приток Сылвицы. Впадает в Сылвицу справа, в 38 км от её устья. Длина составляет 15 км. Истоки в лесах северной части округа, от истока течёт на юг. Высота истока 345,7 м. Устье — напротив упразднённого посёлка Бутон.

## Данные водного реестра
По данным государственного водного реестра России, река относится к Камскому бассейновому округу, бассейн реки Кама, подбассейн — Кама до Куйбышевского водохранилища (без бассейнов рек Белой и Вятки), водохозяйственный участок реки — Чусовая от в/п пгт. Кын до устья. Код объекта в государственном водном реестре — 10010100712111100011054.